# フジテレビ韓流偏向騒動
フジテレビ韓流偏向騒動（フジテレビはんりゅうへんこうそうどう）は、日本において、2011年（平成23年）に俳優の高岡蒼甫（現・高岡蒼佑）がTwitter（現・X）で行った発言を発端とした、フジサンケイグループ（フジ・メディア・ホールディングス）のテレビ局であるフジテレビジョンの韓国に関する番組構成・報道等が、韓国側を利するように偏向・捏造されている、または日本を侮辱するような放送をしているなどという指摘に関連する一連の騒動。特に「韓流押し」報道に関する批判がネットユーザーなどによってなされた（後述）。

## 概要
日本において、フジテレビの報道姿勢に対する散発的な批判は、2002年日韓ワールドカップの時節から、特にインターネット上で行われていたが、その頃は数あるマスコミ批判の中の一つという程度だった。しかし、前年の2010年頃からはその比重が高まり、ネットニュースなどでの批判事例が増えていた（後述）。
2011年（平成23年）7月23日、俳優の高岡蒼甫がTwitter（現・X）で、フジテレビの報道姿勢が韓国寄りであると批判したことにより、本件は東アジア規模で注目を集めることとなった（後述の高岡蒼甫のツイートを参照）。
放送倫理・番組向上機構放送倫理検証委員会は、フジテレビの報道姿勢に対して意見・勧告・見解は出していない。放送局は具体的に明らかにされていないが、2011年に視聴者から寄せられた意見で「朝から晩まで韓国ドラマや通販番組ばかり流しており、我々高齢者の望む内容とは程遠い。」という意見があったことは公表されている。
なお、本騒動を受けてデモが開催され、多数の人が参加した。韓国の地上波各局はこれを報道したが、日本のマスコミが取り上げることはほとんど無かった。

## 事例
韓国ドラマや韓国著名人を過剰に紹介している（ゴリ押し韓国ブーム）という批判がなされている。
実際、フジテレビは『韓流α』という韓国ドラマ専用の放送枠を平日の午後に設けており、地上波テレビとしては、他局と比較して圧倒的に韓国ドラマの放送時間が長い。例えば、2011年7月の番組表（関東地区）によると韓国ドラマの地上波での放送時間は、フジテレビは月に約38時間、TBSは19時間、テレビ東京は12時間、NHKは4時間、日本テレビとテレビ朝日は放送なしである。また、韓国をテーマとする番組、および韓国をテーマとせずに韓国に言及した番組の数を他局と比較したうえで、フジテレビによるステルスマーケティングの可能性を示唆する分析もある（調査期間は2011年7月23日〜8月21日）。このような「韓流押し」の傾向は15年前から続いているという指摘もある。台湾で自国の製作番組の割合が40%以下（それまでは20%以下）にならないようにする法案が提出された際は、日本のネット上でフジテレビの「韓流押し」に絡めた批判が行われた。
| 番組名                                            | 事例 | 放送日                    |
| ------------------------------------------------- | --- | ------------------------- |
| 日韓ワールドカップ準決勝                          | 「ドイツ対韓国戦」でフジテレビの報道姿勢が韓国寄りであるとされ、その後、2002年7月7日の『27時間テレビ』で企画された「夏の湘南 1万人のごみ拾い」に対し、「W杯でアジアの地位を貶めた韓国への抗議」「その韓国を擁護し続け、視聴者の抗議を嘲笑したフジテレビへの抗議」「韓国の自慰行為の犠牲になった葡、伊、西チームへの励まし」「フジに無視された親日国・トルコのW杯3位を祝う」という目的のもと、2ちゃんねらー有志による番組開始前のゴミ拾いオフが行われた。 | 2002年6月25日             |
| フィギュアスケート                                | 2009年世界フィギュアスケート選手権で韓国人のキム・ヨナが優勝した際は、表彰式での登場シーンから韓国の国歌をノーカットで放送し、ウィニングランまで20分近く放送したが、2007年世界選手権で安藤美姫、2008年および2010年世界選手権で浅田真央が優勝した際は、日本の国旗掲揚・日本の国歌斉唱部分がカットされ、表彰式の放送時間も数分程度だった。2010年世界選手権終了後に一部視聴者による批判があり、フジテレビは同年4月3日の「新・週刊フジテレビ批評」放送内にて広報室長・小田多恵子が「時間がなく、不可能だった」と釈明した。 2008年に行われた世界フィギュアスケート選手権で浅田真央が優勝し、2008年（平成20年）3月25日放送の『FNNスーパーニュース』で帰国した浅田へのインタビューが行われたが、この際スタジオに浅田の転倒場面の拡大パネルを飾り、浅田の転倒についてこの時何が起きたのかなどと質問した。 韓国で開催され浅田がキムをフリースケーティングで逆転して優勝した2008年GPファイナルでは、2008年（平成20年）12月15日放送の『情報プレゼンター とくダネ!』で2人の技と得点状況を細かく分析し、2人がともに予定していたジャンプをすべて成功していた場合、優勝した浅田よりキムが得点で上回っていたなどと専門家の解説を交えて放送した。また、両者の衣装を比較しキムは大人っぽいが浅田は子供っぽい、CM出演本数もキムの方が浅田より多いなど、競技と無関係な要素を持ち出して両者を比較し、キムが勝っていると結論づけた。その後、放送内容に一部視聴者から批判があり、さらに番組が用意したデータに客観的な誤りがあったため、『とくダネ!』12月18日放送回にて放送内容に誤りがあったことを認め、司会の小倉智昭は「我々、専門家じゃないから分かんないからね」「真央ちゃん頑張ってくれたのに、ごめんなさいね」と釈明・謝罪した。 2011年にロシアで行われた世界選手権では、東日本大震災の直後ということもあり、開会式では日の丸をリンクに映し、その周りで民族衣装を着たスケーターが祈りを捧げるというセレモニーが行われるなど、大会を通して随所で日本を励ます演出がなされた。しかし、大会の独占放映権を持っていたフジテレビはこれらを全てカットし、代わりにキム・ヨナ特集を挟むなどの編集を行った。 | 2010年3月28日ほか         |
| サッカー韓国×日本アジア頂上決戦直前スペシャル     | 2010年10月5日放送の日本対韓国のサッカー試合を「韓日戦」と表現し、批判を受けた。フジテレビ側は呼び方でホームとアウェーを区別しているとコメントしている。 | 2010年10月5日             |
| 笑っていいとも!                                   | ピザハットメニューランキングでは、ピザハット公式ランキングでは5位だった「特うまプルコギ」を1位と紹介した。これは公式ランキングの1〜4位が期間限定メニューだったためと説明がされたが、期間限定メニューを削った理由は説明されなかった。 | 2011年2月28日             |
| Mr.サンデー                                       | 番組内特集「K-POPにハマる女たち 韓流男子にひかれるワケ」（2011年2月6日放送）で、木村太郎（ジャーナリスト）が韓国政府の国家ブランド委員会について「K-POPをブランド化しようと力を入れている」「広告会社に言って、YouTubeなどに載っている動画の再生回数を増やしている」と主張した。これに対して韓国側は事実誤認と抗議し、フジテレビは3月6日、『Mr.サンデー』の放送中に謝罪した。 この問題について、韓国観光大使である宮根誠司が司会を務める番組での発言だったため、「フジテレビに圧力がかかったのではないか」とする説が囁かれた。また、木村の主張の根拠を公表せず、韓国側の言い分の真偽を検証しないフジテレビに対する批判も出た。 | 2011年3月7日              |
| サザエさん                                        | コラボなどではない回で背景に東方神起のポスターが登場。 | 2011年3月20日             |
| めざましテレビ                                    | 七夕の日の放送で「少女時代のように足が綺麗になりますように」「KARAのライブに行けますように」などと書かれた短冊を映し、女性アナウンサーらも韓国旅行の魅力をPR。 | 2011年7月7日              |
| めざましテレビ                                    | 韓国歌手数人を連続でイチオシ紹介。 | 2011年8月3日              |
| アクセル全開!サンサンと輝くお台場合衆国DO真ん中SP | お台場合衆国で一番人気のフードメニューは「冷やし韓国」だと発表した。ちなみに「冷やし韓国」以外のメニューは、冷やし大阪、冷やし中国、冷やしイタリア、冷やしメキシコ、冷やし北海道、冷やしハワイ、冷やし水戸などであった。 | 2011年7月30日             |
| 1年1組平成教育学院                                | 番組内企画「海自呉基地！最新潜水艦内部に潜入する」の最後にユースケ・サンタマリアが何の脈絡もなく、「今は少女時代」と叫んだ。このセリフ自体は少女時代の応援掛け声であり、会話の前後関係を無視したセリフを唐突に叫ぶ様子がユースケには以前から見受けられたが、今回は不謹慎であるとして批判が集まった。 | 2011年7月31日             |
| それでも、生きてゆく                              | 第10話の一場面に登場した小道具の架空週刊誌に「JAP18 美姿10ショット！」といった表記があった。この雑誌の表紙デザインは『フライデー』のパロディーであり、「JAP18」はおそらく「AKB48」をもじったものと考えられるが、「JAP」は日本人の蔑称ジャップのことで、「18」は韓国語で「シッパル」と発音し、これに似た発音の「シッバル」が「この野郎」「くそったれ」「FUCK YOU」といった意味を持つため、韓国では「18」をスラングとして使うこともあるので、「JAP18」は「日本人 ファック!」を意味し日本を侮辱するスラングではないかとして問題になった。また、この雑誌の号数はフジテレビ抗議デモと同日の8月21日になっており、デモへの当て付けではないかとの見方も広がった。他にドラマ公式サイトやブログの記載から、スタッフの1人が韓国語に堪能であることが分かり、制作したのはこの人物ではないかとされた。 | 2011年9月8日              |
| 僕とスターの99日                                  | 2011年10月枠の同作品に西島秀俊とキム・テヒが主演することが発表された。キム・テヒは2005年4月30日から5月10日にかけて、スイス親善文化大使としてスイスを訪問した際、訪問先のスイスで日本と韓国が互いに領有権を主張して領土問題となっている竹島（韓国名：独島）に関して、「独島愛キャンペーン」を展開し、物議をかもした。『週刊新潮』が2011年9月8日号で『フジテレビ抗議デモへの回答は独島守護天使主演ドラマ』なる記事を掲載するなど、波紋はすでに広がっている。もともとのタイトルは『彼女はコリアンスター』を予定していたが、一連の騒動を受けて、あまりに露骨すぎるタイトルだとして急遽改題されたと一部メディアに報じられた。 | 2011年10月23日 - 12月25日 |

## フジ・メディア・ホールディングス外国人持ち株比率問題
2011年4月21日現在、株式会社フジ・メディア・ホールディングスにおける特定外国株式（議決権を有する株式）比率は19.99%である。日本の電波法第5条4項2号及び3号では、放送業者の議決権株式割合のうち、「外国人の議決権割合が50%以上の外資系法人」及び「個人の外国人」が所有する特定外国株式の割合が、5分の1（20%）を超えることを禁じたものであり、現在の比率はこれに反してはおらず法的な問題は無い。一方で、2011年7月28日現在、株式会社フジ・メディア・ホールディングス株式に於いて、議決権を持たない株式を含む外国人直接株保有比率は28.63%に達している。
これは議決権が付与されていない株式の存在によるものであり、外資系企業に議決権が与えられた比率が19.9%と言う数字であり、個人の外国人株式には議決権が与えられていない。

## フジテレビの本件原因諸説
- 視聴者からの要望が多い番組を放送した結果という説[40]。
- 番組の視聴率を獲らないとCMを確保できないが、広告収入減でテレビ局には十分な番組制作費がない。その点、韓国ドラマは購入費用が安く、視聴率をそこそこ稼げる（コンテンツ業界のユニクロ）という説[8][40]。
- フジテレビはK-POPの常設公演会場「Kシアター」（渋谷と恵比寿）に出資し[41]、フジ・メディア・ホールディングスの連結子会社であるフジパシフィックミュージック（旧・フジパシフィック音楽出版）がK-POPの権利を押さえ、また最新の韓国ドラマを買い付けており、ビジネス上の判断という説[42]。
- フジサンケイグループの『サンケイスポーツ』が韓国の芸能情報誌である週刊新聞『サンスポ韓Fun』（サンスポカンファン）を発行しており、ビジネス上の判断という説[43][44]。
- 2010年2月25日、フジ・メディア・ホールディングス代表取締役会長兼フジテレビジョン代表取締役会長の日枝久は韓国の高麗大学校から名誉経営学博士号を授与された[注 7]。これがひとつのキッカケとなったという説[42]。
- 冷戦時代に北朝鮮寄りの報道を行っていた左翼・革新陣営に対し、フジサンケイグループをはじめとした右翼・保守陣営は韓国寄りの報道を行ってきたという歴史的経緯を挙げる説[46]。
- フジテレビの編成マーケティング部長は、『韓流α』を立ち上げた理由の一つとして、従来のような過去の日本のドラマの再放送では（何度も再放送されてきた番組もあるため）視聴者に飽きられているような気がしたという点を挙げている[47]。

## 2011年夏のフジテレビ騒動

### 高岡蒼甫のツイート
2011年（平成23年）7月23日、俳優の高岡蒼甫がTwitter（現・X）で「正直、お世話になった事も多々あるけど8は今マジで見ない。韓国のTV局かと思う事もしばしば。しばしば。うちら日本人は日本の伝統番組求めてますけど。取り合えず韓国ネタ出て来たら消してます。 ぐっばい。」と投稿してこれが大きな騒動となり、5日後の7月28日、高岡は所属事務所のスターダストプロモーションを解雇された。
高岡はその後、「一つの呟きからの大きな波紋により、事務所の関係各位にはご迷惑をお掛けしました。当然の結果だと思っております。そして感謝の気持ちでいっぱいです」と述べ、謝罪と感謝の意を示した。また、当時妻の宮﨑あおいと音信不通になっていることを明かし、Twitterで「家の妻は自分と一緒の思想ではありません。」と述べ、宮﨑の考えは自身と異なると釈明した。そして12月末に離婚した。

### 騒動の拡大
この事件は日本の大規模匿名掲示板、2ちゃんねるの芸能・音楽・スポーツニュース速報+板で注目を集め、同板はもとより、ニュース速報+板歴代一位の「尖閣諸島中国漁船衝突映像流出事件」（311スレッド）とニュース速報板歴代一位の「福島第一原子力発電所事故」（464スレッド）すら上回るニュースカテゴリ史上最高の522スレッドが乱立する騒ぎとなった（2011年（平成23年）8月1日14:35時点）。
事件直後からフジテレビには抗議電話が殺到した。また、花王をはじめとしたフジテレビの番組スポンサー企業に対する電凸、不買運動が行われた。
さらに、8月7日にお台場のフジテレビ本社前でデモ活動が実施された。参加人数は『週刊新潮』によると600人。デモの様子は「ニコニコ生放送」や「Ustream」といった動画投稿サイトでも生中継され、合計で10万人以上が視聴した。翌8月8日はフジテレビ制定の「フジテレビの日」であり、同局の番組を不視聴するよう呼びかけもなされた。8月21日にもお台場のフジテレビ周辺でデモが行われた。

### 騒動に対する高岡の反応
高岡は「不買運動は勧めない、脅しでは何処かと変わらない」と述べ、この一連の動きには否定的である。さらに、8月5日に自身のブログで「今でも発言した言葉に後悔はない」としつつも、「このままじゃ着地点が一向に見えない」「最近は違和感が上回ってる」「なんか方向性が明らかに違う気がする」など、騒動の拡大に戸惑いを露わにし、一連の騒動から一時身を引くことを明らかにした。
8月10日に高岡は「発言に対する配慮にかけていた」と謝罪し、8月12日には謝罪を補足する形で「勘違いして欲しくないのは在日、韓国、デモ、アイドル批判、局批判、そういうことを自分は伝えたいわけではない」「今の時代は特にやらなきゃいけないこと、しらなきゃいけないことが沢山ある」とした。

### 日本国内の反応
- 8月7日にフジテレビ前で行われたデモについては、ネットニュースで注目を集めた[72]。しかし、既存の5系列メディアは当初このデモを一切報道せず、神戸新聞社系列のデイリースポーツ紙が翌8日に報じたのみだった[73][74]。
- フジテレビジョンでは当時社長の豊田皓が定例記者会見で本事件に触れ「ツイッターは個人の意見だと思います。個別のご意見にコメントすることはないと思いますので、申し訳ないですがコメントしません」と述べた[75]。フジテレビの広報部は「朝から晩までやっているわけではありません。ゴールデンタイムもすべて韓流ではなく、ほかの国のものもあります。私どもとしては、適正ではないかと思っています」と述べた[40]。
- 朝日新聞では、日本のテレビでもすっかりおなじみとなった韓流コンテンツがドラマに音楽に存在感を増す一方、一部で批判もあがり始め、外国では規制に向けた動きも出ているとする記事が掲載された。確かに韓国番組は増えており、7月の韓国ドラマの放送はフジテレビが約38時間で民放の中では最も多かったとし、近年は韓国を含む外国番組は衛星放送への移行が進み、地上波では減少傾向にあったが、2010年辺りからは増えているというNHK放送文化研究所の分析や、景気低迷などで広告費が減少し、制作費削減のためにも「自局で制作するより他国から安く買う方がいい。韓国ドラマは視聴率をそこそことる」という民放キー局関係者の話、「アジア各国に輸出しているが、文化的に近く市場規模も大きいことが日本進出につながっている」との韓国コンテンツ振興院の話を伝えた。一方、EU（欧州連合）では、報道やスポーツ中継などを除いたテレビ放送時間の半分以上をEU加盟国内制作の番組にするという制約があることや、韓国ドラマがドラマ専門チャンネルのほぼ100%と増えすぎた台湾では、独立規制機関がテレビ局に、韓国ドラマの比率を下げて経営計画通りにするよう指導したという規制の動きが起きた例を挙げ、「EUの規制の背景にはテレビ番組が（その国の）文化や民主主義を支えるという意識がある」との河島伸子同志社大学教授の話を伝えた。また、日本は戦後、アメリカから多くの海外ドラマが輸入された時期があったが、視聴率を稼いでスターを生み出してきたのは国産番組であり、制作費をかけた良質な番組を作れたことも一因だったとして、「日本は市場競争だけで海外作品を排除できてきた。国際的にも珍しい。」「日本の番組の質はまだ高い。規制より海外への展開を後押しする方法を考えるべきだ」との砂川浩慶立教大学准教授の話を伝えた[8]。
- 小田嶋隆（コラムニスト）は「フジテレビが売国勢力で、彼らの『韓流推し』が、陰謀だというお話には、まったく乗れない。あまりにもバカげている。」「フジテレビは、『少女時代』や『KARA』を不自然なほど強力にプッシュしている。それは事実だと思う。でも、彼らの韓国プッシュは、陰謀ではない。ただの商売だ。」と述べた[76]。
- 片山さつき（自民党所属参議院議員）はTwitterで「彼が提起し皆さんが共有する危機感に焦点を当て、攪乱勢力を排して行きましょう!」と述べた[40][77]。
- 高城剛（ハイパーメディアクリエーター）は自身のブログで「あらためて、テレビ利権およびそこにぶら下がる既得権益の芸能プロダクションの問題が問われる事になっている」「マスコミは、『スターダストプロモーション』社長を執拗なまでに追って真実を追究すべきである」と述べた[78]。
- 田母神俊雄はTwitterで「テレビで韓流ドラマが一日中流れていることに違和感があります。公共の電波を使って韓国の情報戦略に協力することは止めてもらいたい。しかし、どこからかカネでも出ているのかもしれません。」と述べた[40][79]。
- 中田宏（日本創新党代表幹事）はTwitterで「正論言ってるよね。ずっとそう思ってた。一体どこの国のテレビって感じ。」と述べた[40][80]。
- 中山成彬は自身のブログで「乗っ取られているテレビ界の内実を知って我慢ができなかったのでしょう。」と述べた[40][81]。
- 浜村淳（タレント）はMBSラジオの『ありがとう浜村淳です』で「もの凄い反発が来ていますね」「韓流映画とかね、K-POPとかね、KARAや少女時代がウケるのかよう考えてみいや。面白いからや。理屈も何もあったもんやない。よう出来ているからなんですよ」「言葉がきついのを通り越して無礼やないか」と述べた[40][82]。
- ビートたけし（タレント、映画監督）は、東京スポーツ紙上で「韓流フジ批判する方がおかしい」として、フジテレビ騒動に言及し「ツイッターっていえば、高岡蒼甫ってのが韓流ばかり流すフジテレビを見ないって批判したって。韓流ばかり放送するったって、それである程度、視聴率取るんだからしょうがないよな。」「有料テレビなわけでもないし。いやなら見なきゃいいじゃねーかってだけだけどな。」[注 8]「そもそも、フジテレビはこれまでもジャニーズばっかり出してた[注 9]し、デモするほど騒ぐのはおかしいよ。」と指摘して、「オレだって昔、「テレビはツービートの漫才ばっかり流してる」って批判の投書がいっぱい来てたけど、今のツイッターの時代は本当に大変だな。」と述べた[83]。
- ふかわりょう（お笑いタレント）はJ-WAVEの放送で、韓国政府から日本の「ある局」にお金が流れていたり、その「ある局」がK-POPの楽曲権利を握って意図的にK-POPを多く流していたりすることが事実であるならば、という「仮定」の話として、「影響力が凄い公共の電波を使って、一企業の私腹を肥やすようなやり方を推進するのは違反だと思う」「テレビは時代を映す物ではなくなったと思った。完全に終わったと思いました。」と述べた[84]。一方、江川紹子（ジャーナリスト）はふかわりょうに対し、Twitterで「自分の経験を語って批判するのはいいけど、確認もせずに非難するのはいかがか。」と述べた[85]。
- 山本太郎（俳優、参議院議員、生活の党と山本太郎となかまたち代表）はTwitterで「韓国のエンタメは魅力的だからこそ視聴率が取れる。日本の製作者に対して、そこに頼らず、もっと自分たちで頑張って作っていきましょう!っ彼なりのメッセージと僕は受け取りました」と述べた[86]。
- ロンドンブーツ1号2号の田村淳（お笑いタレント）はTwitterで「じゃあ見ないと言う選択で良くない? 何でも否定するのがカッコ良いスタンスは俺には理解できない」と述べた[40][87]。

### 騒動に対する批判
- ジャーナリストの烏賀陽弘道は、フジテレビ抗議デモの参加者に対して「原子力発電所が暴走して自国民が放射能で家を追われ、難民化しているというときに、なかなか優雅で結構である」と皮肉を送った。また、「民放テレビなど人気があれば韓流だろうとジャニーズだろうと何だって飛びつくのが当たり前だ。これまで欧米のドラマ、映画や音楽などガンガン放送されてきたが、それで日本人が「偏向だ」と怒ってデモしたという話は聞いたことがない。いくら「公共の電波だ」云々と美辞麗句を並べても、このデモは単なるゼノフォビア（外国人嫌い）のパレードにしか、私には見えない」と述べた。一方で、烏賀陽は滅多にデモをしない日本人を多く動員した点、21世紀の日本において、原発問題と並びゼノフォビアが世論を動かす訴求力を持っている事実を指摘し、「日本人の外国人嫌いを過小評価してはならない」と警告した[88]。
- 漫画家の小林よしのりはBLOGOSのインタビューにおいて、一連のデモについて、韓流ドラマの放送が多いのは不況の影響等によることはわかり切っているとして、見なければいいとしか思えない、と述べた。小林はデモ参加者の階層を年収200万円以下、年齢は30代から40代と断定した上で、結婚もできない身分に置かれていることに満足しているのかと問いかけ、怒らなければいけないのは違うところにあるだろう、と指摘している。小林はさらに続けて「長いこと君たちは階層の下におかれるんだよ、あんたたちどんどんオッサンになるよ、醜くなるよ」「デモなんかに出かけられないよ醜くって」と発言している[89]。
- 茂木健一郎はTwitterでの発言で、「みんなフジテレビみろ!」などと述べてフジテレビ不視聴運動を厳しく批判した。茂木は一連の騒動を「幼稚な自国文化主義」「いつわりの愛国主義」と規定し、こうした「アホ」な行為は日本をますます弱体化させるものだと主張した。茂木は民放は基本的に経済原則で動いているものだとし、好まない人は見なければいいだけの話であり、選択肢のひとつとして選ぶ自由があるはずだと述べている[90]。
- 漫画家の久保マシンは『週刊女性』で連載している漫画『ぶっちゃけアニマルズ』で、「韓国ドラマが増えて文句を言っているのは男のやきもち。女性で韓流にケチをつけている女性は見たことがない。」「くやしかったら、デモ参加者たちはチャン・グンソクみたいなイケメンになれ」と強い不快感を表明した[91]。
- 文筆家で女性用アダルトグッズショップ「ラブピースクラブ」代表の北原みのりもデモの原因は「やっかみ」にあるとし、フジテレビ抗議デモを「醜い」と述べた[92]。
- 『ビッグコミックスピリッツ』に連載されている4コマ漫画『気まぐれコンセプト』は、デモ参加者の女性がプラカードを放り出して韓流スターに夢中になるという内容を掲載し、デモを茶化した[93]。
- アメーバニュース編集者の中川淳一郎はデモ参加者を「2ちゃんねるに毒された、単なる韓国嫌いの暇人共だ」と決め付けた[94]。

### 日本以外の反応

#### 韓国
- 『中央日報』は2011年7月25日に「高岡蒼甫、Twitterに韓流批判"洗脳させられるようだ"」なる記事で高岡のツイート内容など、第一報を報じた[95]。
- 『朝鮮日報』は2011年7月27日に「韓流批判の日俳優、妻宮﨑あおいと亀裂」という記事で騒動を報じた[96]。7月31日には、「日本社会の『熱いジャガイモ』になった韓流」という記事で、この騒動に関する2ちゃんねるのアスキーアート、高岡蒼甫や茂木健一郎のツィートを紹介しながら、続報を報じた[97]。また、8月2日のコラムで小林よしのり、藤岡信勝、日本の極右、鬱陵島に上陸しようとした自民党議員（稲田朋美、佐藤正久、新藤義孝）、インターネット右翼、茂木健一郎と絡めて高岡蒼甫のツイート騒動に触れ、「現在の日本が戦前の軍国主義の道を歩むか、残虐なテロ事件以降、いっそう理性を保って平和の価値を擁護し、世界の尊敬を集めたノルウェーの道を歩むのか、近い将来、決着がつくだろう」と締めた[98]。さらに8月10日には、不視聴運動が行われた8月8日のフジテレビの視聴率が微増し、不視聴運動の影響を受けなかったと報道した[99]。
- 『中央日報』は、「高岡蒼甫が韓流熱風を非難するコメントをしたことが分かり、韓国で物議をかもしている。」と書き、韓国のネットユーザーの声を紹介した[100]。また、フジテレビ本社周辺で行われたデモについて言及し、2ちゃんねるを「代表的な右翼インターネット掲示板」と解説した[101]。
- 『東亜日報』は、フジテレビ本社周辺で行われたデモについて言及し、「参加者は日本国歌の『君が代』を歌い、国旗を振った。『天皇万歳』というスローガンも出てきた。典型的な右翼デモの方式だ。」「日本で、韓流反対の気流が形成されるのは、注目を受けなくなった一部芸能人の危機感に、韓国を批判する右翼勢力の利害が一致したためとみえる。」と書いた。また、高岡に賛同した中田宏元横浜市長について、「横浜の公立学校に歴史歪曲教科書を採択させた張本人だ。」と紹介した。フジテレビについては、「極右メディアである産経新聞の大株主で、代表的な歴史歪曲教科書を出版する扶桑社を所有している。」と紹介した。また、文化評論家の言葉として「韓国であれ日本であれ、政治勢力が大衆文化市場に影響を与えることはできない。韓国ドラマがつまらなくならない限り、日本国内の韓流は健在だろう」と締めた[102]。
- 韓国のインターネットでは、高岡の発言を批判するコメントがある一方、「韓国の地上波で日本の放送ばかりやってたらどう思う？問題になるだろ？フジテレビは韓国の放送でもないんだし、自国の番組を優先させるべきだと思う。彼は信念があると思う」「韓国で日本の番組ばっかりだったら、テレビ局にクレームが殺到するだろうな。彼は批判されるべきじゃない」など、約8割のユーザが高岡の意見を評価するコメントをしたとされる[103]。

#### 中国
- 中国国営ラジオ局『中央人民広播電台』は、2011年8月7日放送のニュース専門チャンネル「中国之声」で騒動を伝え、「フジテレビの日」における「不視聴運動」とフジテレビのスポンサーに対する不買運動を紹介した[104]。
- 中国メディア『新浪娯楽』は、韓国メディアの報道を引用し、「日本のネットユーザーの多くは高岡蒼甫に賛同している」と報道した。また、「日韓両国のインターネット上では高岡蒼甫を支持する意見が多く、韓流偏重批判に反対する声はわずか2割程度だ」と指摘した[105]。
- 中国のラジオ局『中国中央ラジオ』は、2011年8月7日放送のニュース番組「全国新聞聯播」で、「フジテレビの日」における「不視聴運動」を紹介した。その原因として、高岡のTwitterでの発言とともに、フジテレビのスポーツニュース番組における「韓日戦」の表現を挙げた。また、フジテレビが韓流番組を「寵愛」する理由について、「株主であるスポンサーが韓流に関わっているうえ、韓流番組は本土の番組より低価格なため、低コストで高い収入が期待できる」という分析を紹介した[106]。
- 『環球網』への中国人の書き込みでは、フジテレビへの抗議に関して「日本は嫌いだが、伝統文化を議論する時、日本人は韓国人よりも歴史を尊重する」、「共同で韓流に抵抗しよう」、「中国は、歴史を偽造して歪曲する韓流に、日本以上に反対せねばならない」などデモを支持する多くの中国人の声があることが伝えられた[107]。

## 本件に関するフジテレビの公式見解
2011年9月2日にフジテレビは、一連の韓流偏重批判などに対して、ホームページ上で「皆様へ。最近フジテレビに寄せられたご質問、ご意見について、正しい情報、状況をご理解いただくために、以下ご説明させていただきます。」とする公式見解を発表した。
この公式見解は「フジ・メディア・ホールディングスの外国人持ち株比率について」、「編成方針および番組制作について」、「スポーツ中継の表彰式の放送について」、「FIFA主催のサッカー中継における表記について」という4つの項目から成っている。
フジ・メディア・ホールディングスの外国人持ち株比率について
持ち株比率と議決権比率は必ずしも一致しないことを説明した上で、「議決権を有する外国人株主比率は法律に則り常に20%未満で抑えられている」、「フジ・メディア・ホールディングスの外国人株式保有比率は平均的な水準です」と説明した（比率制限がない上場企業を含めた日本の上場会社における平均的な水準）。
編成方針および番組制作について
「自社番組編成の編成権を堅持した上で、広く視聴者ニーズにお応えできるような番組制作・編成を行っております」として、韓流ドラマが多いのでは？という批判に対しては、「韓国制作の番組やアメリカ制作の番組も含め、どのような番組を放送するかは、総合的かつ客観的に判断し決めております」と説明した。
またグループ会社が音楽著作権を所有している楽曲を、番組やイベントなどで使用し宣伝行為を行っている疑惑に対しては、「グループ会社の楽曲かどうかではなく、番組やイベント内容に適した作品を使用しています」とし、「上記の番組編成、制作方針同様、制作の自主性を重んじ、よりよい番組作りのために効果的な楽曲を使用するという基本方針を大事にしております。」と説明した。
スポーツ中継の表彰式の放送について
「スポーツ中継では、番組の放送時間の制約、もしくは映像や情報の入ってくるタイミングなどで、放送できない情報が出るケースもあります。」とし、『世界フィギュアスケート選手権』で、日本の国旗掲揚、国歌斉唱シーンの放送が意図的にカットされているのではないかという疑惑に対しては、「過去5大会のうち、3大会（2008年、2009年、2011年）は放送をしています。2007年と2010年は競技の模様を優先し、優勝者へのメダル授与シーンのみを放送しています。これはあくまでも放送時間および番組構成上の理由であり、それ以上の意図はありません」と説明し（2009年は韓国キム・ヨナ優勝）、「他のスポーツの国際大会の放送で同様のことがある場合も上記と同じ理由によるものです。」とした。
FIFA主催のサッカー中継における表記について
「フジテレビではFIFA公認の試合を放送上で表記する場合、FIFAの公式ホームページに表記されている正式大会名称に則った番組タイトルとして、ホーム&アウェイの関係から開催国を前に、対戦相手国を後に表記するのを基本として来ました。」とし、2010年10月12日のサッカー日本代表の親善試合の対韓国戦で「韓国 × 日本」と韓国を前に表記したことについて「韓国で開催されたため、FIFA公式ホームページでも国際親善試合「韓国対日本」という名称となっており、JFA（日本サッカー協会）の公式リリースも同じ順番の表記となっています。」と説明した。2010年10月4日、5日に放映されたスポーツニュース番組「すぽると!」で「韓国対日本」を略す形で「韓日戦」とコメント及び表記をしたことに関しても、「上記の理由から使用したもので他意はありません。」と説明し、「なお、現在では一般に馴染みのある「日韓戦」と言う表記も使用しております。」とした。

## スポンサー問題
フジテレビのこういった状況に賛同している、支援しているなどとして、花王をはじめとしたフジテレビの大口スポンサーも非難されていた。特に花王に対しては数多くの非難の声が上がっており、2011年9月16日に花王単独に対して抗議することを目的としたデモ活動が実施され1200人（主催者発表）が集まった。